# Millie Perkins

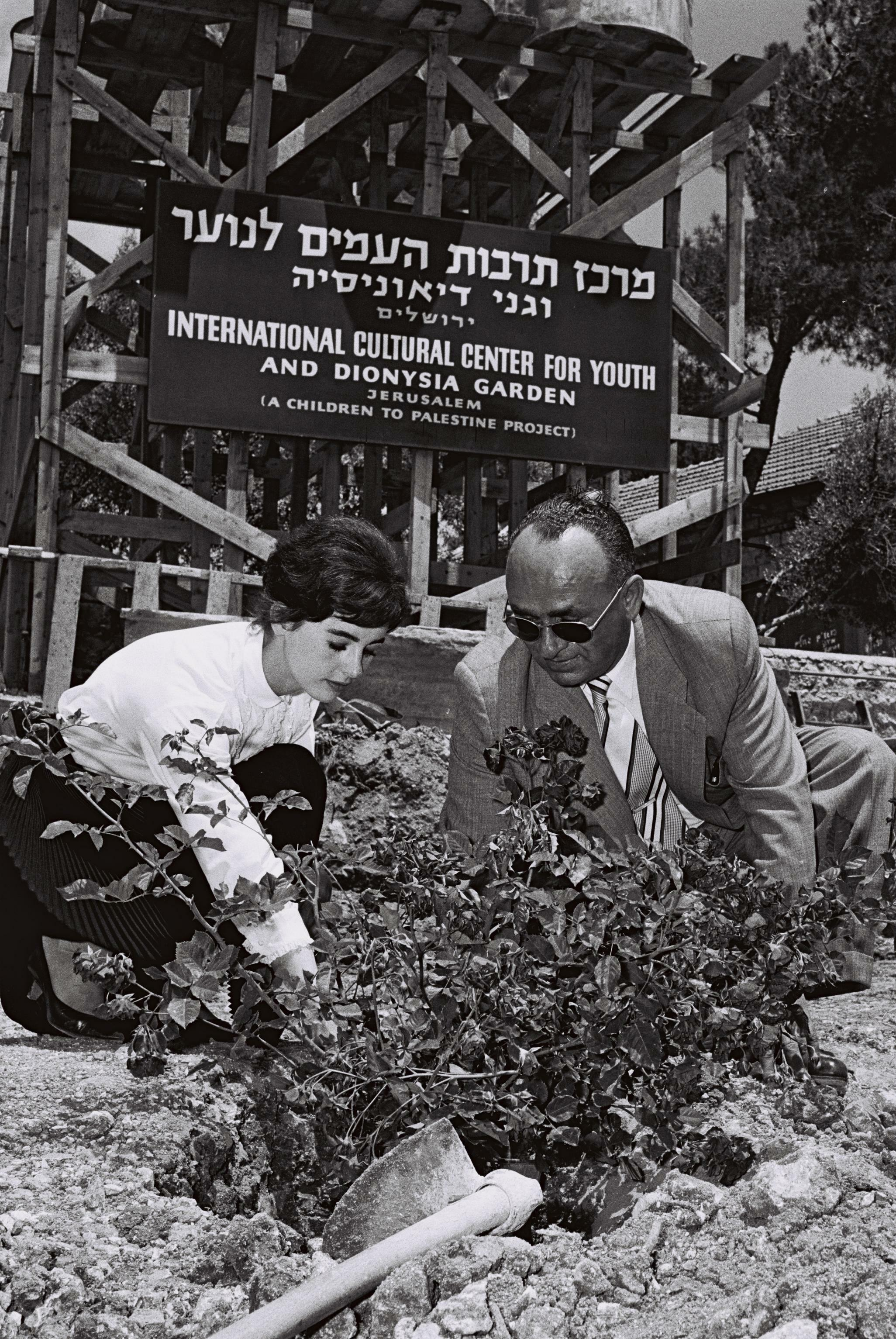
Millie Perkins bei einem Besuch in Israel, 1959

Millie Perkins (* 12. Mai 1938 in Passaic, New Jersey) ist eine US-amerikanische Filmschauspielerin.

## Biografie
Millie Perkins begann in jungen Jahren als Fotomodell zu arbeiten, bald wurde sie für verschiedene bekannte Magazine abgelichtet und Engagements führten sie bis nach Paris. Hierdurch wurde der Hollywood-Regisseur George Stevens auf sie aufmerksam, der gerade eine Hauptdarstellerin für seinen nächsten Film suchte, und Perkins für passend befand. Ihr Filmdebüt erfolgte 1959 – im Alter von 21 Jahren – als Darstellerin von Anne Frank in Stevens’ Filmdrama Das Tagebuch der Anne Frank. Diese erste Verfilmung des Tagebuchs der Anne Frank war ein großer Erfolg, gewann drei Oscars und machte Perkins weltweit bekannt.
Ihre Filmkarriere in der Folgezeit verlief eher enttäuschend; sie äußerte später, dass ihr Studio 20th Century Fox eher auf vollbusige Blondinen wie Marilyn Monroe oder Jayne Mansfield fokussiert gewesen sei und ihr keine Rollen gab. In dem 1961 uraufgeführten Film Lied des Rebellen spielte sie an der Seite von Elvis Presley. 1966 war sie unter Regie von Monte Hellman in Hauptrollen in dessen beiden Western Das Schießen und Ritt im Wirbelwind zu sehen, die sich inzwischen einen gewissen Kultstatus erarbeitet haben. 1968 trat sie in Wild in den Straßen auf, zu dem ihr damaliger Ehemann Robert Thom das Drehbuch verfasst hatte. Neben Filmrollen spielte sie Theater und modelte weiter. Nach Geburt ihrer Kinder beschränkte sie ihre Berufstätigkeit.
In späteren Jahrzehnten folgten Auftritte in Fernsehserien wie Hart aber herzlich, Mord ist ihr Hobby, Ein Hauch von Himmel und A.D. – Anno Domini. In den 1980er- und 1990er-Jahren sah man sie als Nebendarstellerin wieder in größeren Hollywood-Filmen, unter anderem in Two Moon Junction, Wall Street (als Mutter von Charlie Sheens Hauptfigur) und Die Kammer. In der Fernseh-Miniserie Elvis, welche biografisch das Leben von Perkins’ einstigem Filmpartner nachzeichnete, verkörperte sie 1990 die Mutter von Elvis Presley.
Perkins, die Brautjungfer auf der Hochzeit Jack Nicholsons war, war zweimal verheiratet. Ihre erste Ehe mit dem Schauspielkollegen Dean Stockwell zwischen 1960 und 1962 wurde geschieden. 1964 heiratete sie den Autor Robert Thom, der heute am ehesten noch für sein Drehbuch zu Frankensteins Todesrennen bekannt ist. Sie bekamen zwei Töchter und blieben bis zu Thoms Tod im Jahr 1979 verheiratet, allerdings hatten sie sich bereits einige Jahre zuvor getrennt. Später führte Perkins eine lange Beziehung mit dem Schauspieler Richard Bradford bis zu dessen Tod 2016.

## Filmografie (Auswahl)
- 1959: Das Tagebuch der Anne Frank (The Diary Of Anne Frank)
- 1961: Lied des Rebellen (Wild in the Country)
- 1963: Dulcinea
- 1964: Operation Pazifik (Ensign Pulver)
- 1966: Das Schießen (The Shooting)
- 1966: Ritt im Wirbelwind (Ride in the Whirlwind)
- 1968: Wild in den Straßen (Wild in the Streets)
- 1974: Cockfighter
- 1975: Lady Cocoa
- 1975: Alias Big Cherry
- 1976: The Witch Who Came from the Sea
- 1981: Hart aber herzlich (Hart to Hart, Fernsehserie, eine Folge)
- 1983: Ein Tisch für fünf (Table for Five)
- 1983–1990: Unter der Sonne Kaliforniens (Knots Landing, Fernsehserie, sechs Folgen)
- 1984: Kampf gegen die Ausweglosigkeit (Anatomy of an Illness, Fernsehfilm)
- 1985: A.D. – Anno Domini (A.D., Miniserie, fünf Folgen)
- 1986: Mord ist ihr Hobby (Murder, She Wrote, Fernsehserie, eine Folge)
- 1986: Auf kurze Distanz (At Close Range)
- 1986: Jake Speed
- 1987: Blondinen sterben früher (Slam Dance)
- 1987: Wall Street
- 1988: Two Moon Junction
- 1988: Die besten Jahre (Thirtysomething, Fernsehserie, eine Folge)
- 1990: Elvis (Fernsehserie, 13 Folgen)
- 1991: Sie nannten ihn Panther (The Pistol: The Birth of a Legend)
- 1993: H. P. Lovecrafts Necronomicon
- 1995: Flirt mit einem Serienmörder (Bodily Harm)
- 1996: Die Glut der Gewalt (Harvest of Fire, Fernsehfilm)
- 1996: Die Kammer (The Chamber)
- 1996: Ein Hauch von Himmel (Touched By An Angel, Fernsehserie, eine Folge)
- 1998–2002: Alabama Dreams (Fernsehserie, sechs Folgen)
- 2005: The Lost City
- 2005: Yesterday’s Dreams
- 2006: Schatten der Leidenschaft (The Young and the Restless, Fernsehserie, sechs Folgen)